# D2 マイティ・ダック
『D2 マイティ・ダック』（原題：D2: The Mighty Ducks）は、1994年制作のアメリカ合衆国の映画。アイスホッケーをテーマにしたスポーツ映画『飛べないアヒル』の続編。
日本でのビデオタイトルは『D2 マイティ・ダック/飛べないアヒル2』。

## あらすじ
ダックスを逆転優勝に導き、自らも復権を果たしたゴードン・ボンベイは、かねてから夢だったNHLでのプレーを目指すが、栄光を目前にして負傷し、失意の内に帰郷した。
そんな彼にスポーツ店を営むヤン老人は、ロサンゼルスで開かれる少年アイスホッケーの世界大会に参加するチームUSAのコーチ就任を勧める。ゴードンはそれを引き受け、ダックスの面々に始め、アメリカ各地から新メンバーを集め、猛特訓する。
チームは第1、2戦を勝ち抜き、幸先のよいスタートを切るが、アイスランド・チームに大敗を喫してしまう。ゴードンはチームにさらなる猛練習を命じるが、そんな彼に周囲は反発、彼らとゴードンの間に亀裂が生じてしまう。

## キャスト
※括弧内は日本語吹替
- ゴードン・ボンベイ - エミリオ・エステベス（藤原啓治）
- ウルフ・スタンソン - カーステン・ノルガード（立木文彦）
- ヤン - ヤン・ルーベス（石森達幸）
- ミシェル・マッケイ - キャスリン・アーブ（岡本麻弥）
- ドン・ティブルス - マイケル・タッカー（増岡弘）
- マリア - マリア・エリングセン（田中敦子）
- チャーリー・コンウェイ - ジョシュア・ジャクソン（大友大輔）
- フルトン・リード - エルデン・ライアン・ラトリフ
- グレッグ・ゴールドバーグ - ショーン・ワイス（松本梨香）
- レスター・エイヴァーマン - マット・ドハーティ
- ジェシー・ホール - ブランドン・アダムス
- ギー・ジャーメイン - ギャレット・ラトリフ・ヘンソン
- コニー・モロー - マーガリート・モロー
- アダム・バンクス - ヴィンセント・A・ラルッソ
- ラス・タイラー - ケナン・トンプソン
- ジュリー・ガフニー - コロンブ・ヤコブセン
- ディーン・ポートマン - アーロン・ロー
- ドゥエイン・ロバートソン - タイ・オニール
- ルイース・メンドーサ - マイク・ヴィター
- ケン・ウー - ジャスティン・ウォン